# معدل تدفق الكتلة
معدل تدفق الكتلة في الفيزياء والهندسة هو مقدار كتلة المادة التي تعبر خلال وحدة من الزمن.
ووحدتها هي الكيلوغرام لكل ثانية من خلال وحدات النظام الدولي للوحدات، أو سبيكة لكل ثانية، أو رطل لكل ثانية وفقًا لنظام وحدات القياس العرفية الأمريكية.
يرمز لها بالرمز {\displaystyle {\dot {m}}} (تنطق أم دوت) وأيضًا في بعض الأحيان يستخدم الرمز μ (ينطق ميو) للتعبير عن معدل تدفق الكتلة.
في بعض الأحيان يتم الإشارة لمعدل التدفق علي أنه تدفق الكتلة أو تيار الكتلة بعض الأمثلة في هذا المرجع.
يتم التعبير عن معدل تدفق الكتلة بالنهاية:
{\displaystyle {\dot {m}}=\lim \limits _{\Delta t\rightarrow 0}{\frac {\Delta m}{\Delta t}}={\frac {{\rm {d}}m}{{md}t}}}
حيث أن تدفق الكتلة m يعبر خلال مساحة خلال وحدة زمن t.
والنقطة فوق حرف الـm هي من ملاحظات إسحاق نيوتن للإشارة لمشتقة الزمن، ولأن الكتلة وحدة قياسية فإن معدل تدفق الكتلة أيضًا وحدة قياسية لأنه يعتبر مشتقة الكتلة بالنسبة للزمن.
والتغير في الكتلة هو مقدار الكتلة التي عبرت مساحة معينة خلال فترة زمنية ولا يمكن التعبير عنها أنها الكمية الابتدائية للكتلة مطروحًا منها الكمية النهائية لأنه سيكون صفرًا في حالة التدفق الثابت.

## معادلات أخرى للتعبير عنها
يمكن أيضًا التعبير عن معدل التدفق الكتلة من خلال العلاقة الرياضية :
{\displaystyle {\dot {m}}=ho\cdot {\dot {V}}=ho\cdot \mathbf {v} \cdot \mathbf {A} =\mathbf {j} _{mm}\cdot \mathbf {A} }
حيث :
- {\displaystyle {\dot {V}}} أو Q = تدفق حجمي,
- ρ = كثافة المائع,
- v = سرعة التدفق للكتلة,
- A = المساحة التي يمر خلالها الكتلة,
- jm = تدفق الكتلة.

المعادلة التي بالأعلي تكون صحيحة فقط إذا كانت المساحة سطحية، لكن عامًة حتي لو كانت المساحة منحنية تكون المعادلة بتكامل المساحة:
{\displaystyle {\dot {m}}=\iint _{A}ho\mathbf {v} \cdot {md}\mathbf {A} =\iint _{A}\mathbf {j} _{mm}\cdot {md}\mathbf {A} }
والمساحة المطلوبة لحساب معدل تدفق الكتلة من الممكن أن تكون حقيقية أو تخيلية، مسطحة أو منحنية أو حتي مقطع عرضي أو سطحية.
مثال علي ذلك المواد التي تعبر خلال ورق ترشيح أو غشاء تكون المساحة التي تعبر خلالها هي مساحة ورقة الترشيح كاملًة وذلك بإهمال الفتحات فيها.
أما للسوائل التي تمر خلال أنبوبة أو اسطوانات فتكون المساحة التي تُستخدم لحساب معدل تدفق الكتلة هي المساحة المقطعية للأنبوبة.
المساحة الإتجاهية هي حاصل ضرب بين قيمة المساحة A والتي تعبر منها الكتلة والمساحة العمودية {\displaystyle \mathbf {\hat {n}} } والعلاقة بينهم هي :
{\displaystyle \mathbf {A} =A\mathbf {\hat {n}} }
سبب الضرب القياسي أن مقدار الكتلة التي تعبر المساحة المقطعية تكون عمودية علي المساحة وذلك المقدار يمكن حسابه من المعادلة الآتية :
{\displaystyle {\dot {m}}=\rho vA\cos \theta }
حيث أن θ هي الزاوية بين الوحدة العمودية {\displaystyle \mathbf {\hat {n}} } وسرعة عناصر الكتلة.
والكمية التي تعبر خلال المساحة المقطعية تنقص بمقدار قيمة {\displaystyle \cos \theta } حيث θ تزيد كلما نقص مقدار الكتلة التي تعبر.
كل الكتلة التي تعبر في اتجاهات مماسية للمساحة تكون عمودية علي المساحة العمودية وبالتالي لا يعد هذا تدفق للكتلة ويحدث هذا عندما θ تساوي π/2 وبالتالي: :{\displaystyle {\dot {m}}=\rho vA\cos(\pi /2)=0}
وهذا الناتج يساوي الناتج النهائي من معادلة الضرب القياسي. كثير من الأحيان تستخدم تلك المعادلات للتعبير عن معدل تدفق الكتلة.
في بعض الأسطح التي يسهل اختراقها يمكن التعبير عن قيمة خاصة هي معدل تدفق الكتلة السطحي وهو مرتبط بالسرعة السطحية ويمكن حسابها من المعادلة الآتية:
{\displaystyle {\dot {m}}_{s}=v_{s}\cdot \rho ={\dot {m}}/A}

## الاستخدام
تُستخدم في الصورة الابتدائية لمعادلة الاستمرارية.
{\displaystyle \rho _{1}\mathbf {v} _{1}\cdot \mathbf {A} _{1}=\rho _{2}\mathbf {v} _{2}\cdot \mathbf {A} _{2}}
في الميكانيكا الكلاسيكية نصادف معدل تدفق الكتلة أثناء التعامل مع أجسام متغيرة الكتلة مثل الصواريخ التي تستهلك كميات من الوقود أثناء الإقلاع والطيران.
وعادة التعامل مع تلك الاجسام يستدعي بالخطأ قانون نيوتن الثاني 
F =d(mv)/dt
من ثم التعامل مع كل من الكتلة m و السرعة v كأنها تعتمد علي الزمن وبعدها تطبيق قوانين الضرب الاشتقاقي.
و تصحيح التعامل مع تلك الأجسام يتطلب تطبيق قانون نيوتن الثاني في البداية عندما تكون كتلة النظام ثابتة وتشمل كلم من كتلة الجسم نفسه وكتلة الأشياء التي سيتم استهلاكها أو تغير كتلتها.

## كميات مماثلة
- في جريان الموائع :يكون معدل تدفق الكتلة هو معدل تدفق الكتلة خلال النظام .
- في الكهرباء :يشير معدل تدفق الشحنة إلي التيار